# Соколов, Генрих Анатольевич
Ге́нрих Анато́льевич Соколо́в (9 ноября 1931, Камень-на-Оби, Западно-Сибирский край, СССР — 9 февраля 2016, Красноярск, Россия) — советский и российский зоолог-териолог и охотовед, специалист по экологии популяций соболя, экологии мелких грызунов и экологии охраняемых территорий. Кандидат сельскохозяйственных наук (1964), доктор биологических наук (1994), профессор (2001).

## Биография
Родился 9 ноября 1931 года в Камень-на-Оби.
В 1955 году окончил зверо-охотоведческий факультет Московской ветеринарной академии. Здесь среди его учителей были А. М. Колосов и П. А. Мантейфель. Учился на одном курсе с будущим олимпийским чемпионом по скорострельной стрельбе из малокалиберного пистолета Е. Е. Черкасовым, благодаря которому впоследствии приобрёл трофейный оружейный карабин фирмы Sauer образца 1937 года из личной коллекции Германа Геринга.
В 1957 году поступил в аспирантуру на кафедре охотоведения Иркутского сельскохозяйственного института.
В 1960 году стал научным сотрудником лаборатории экологии лесных животных в Институте леса и древесины Сибирского отделения АН СССР.
В 1964 году в Институте леса и древесины Сибирского отделения АН СССР под научным руководством В. Н. Скалона защитил диссертацию на соискание учёной степени кандидата сельскохозяйственных наук по теме «Основы организации охотничьего хозяйства в горных кедровых лесах Средней Сибири: На примере юга Красноярского края, Предбайкалья и северо-восточного Алтая». В том же году присвоено учёное звание старшего научного сотрудника.
В 1967 году по предложению Соколова, обосновавшего это строительством Саяно-Шушенской ГЭС и необходимостью проведения исследований будущего водохранилища, в Западном Саяне был создан Саяно-Шушенский заповедник.
С 1984 года — председатель Комиссии по соболю при Териологическом обществе РАН. С 1986 года — член Центрального совета Териологического общества РАН и с 2002 года — почётный член Териологического общества РАН.
С 1993 года преподавал на кафедре охотничьего ресурсоведения и заповедного дела биологического факультета Красноярского государственного университета.
В 1994 году в форме научного доклада защитил диссертацию на соискание учёной степени доктора биологических наук по теме «Экологические основы рационального использования соболя в кедровых лесах Сибири» (специальность 06.02.03 — звероводство и охотоведение). В том же году присвоено учёное звание ведущего научного сотрудника.
В 2001 году присвоено учёное звание профессора.
С 2005 года — член Охотохозяйственного совета при Правительстве Красноярского края.
С 2007 года — член рабочей группы по подготовке предложений по решению вопросов, связанных с реализацией полномочий органов государственной  власти Красноярского края в области охраны  и использования объектов животного мира.
Профессор кафедры охотничьего ресурсоведения и заповедного дела Института экономики, управления и природопользования Сибирского федерального университета.
Автор более 230 научных трудов, включая 9 монографий и 3 Красные книги.

## Научная деятельность
Ещё во время учёбы в институте выезжал для проведения производственных практик в леса Вятки, где занимался учётом куницы и лося, и дважды был в Бурятии, включая Баргузинский заповедник, где проводил учёт численности соболя и занимался изучением его питания в летнее время.
В первые годы научной деятельности занимался обогащением фауны Красноярского края: выпускал ондатру и норку американскую в южной части края, исследовал последствия выпуска бобра, участвовал в испытании и исследовании действенности древесного капкана на белку, обустройстве кооперативных звероводческо-промышленных хозяйств в Саянах, Туруханском районе и в Кедрограде по всестороннему использованию природных ресурсов горных кедровых лесов Алтая. В Институте леса занимался разработкой вопросов взаимоотношений охотничьего и лесного хозяйства в горных кедровых лесах на юге Сибири, изучением влияния выборочных и сплошных рубок кедра на состав фауны и производительность охотничьих угодий. Впервые разработал теоретическую основу для изъятия части древостоя и увеличения массы разных видов кормовых составляющих для охотничьих животных. Значительный научный вклад внесён в изучение популяционной экологии соболя, в ходе которых установил закономерности, особенности построения возрастных и половых групп в самых разных по численности популяциях. Благодаря этому исследованию данных сторон экологии появилась возможность выявить у самок воспроизводственной группы особей стресс-реакцию количественное превышение самцов, являющееся внутрипопуляционным механизмом регуляции плодовитости а также выработать научно обоснованную технологию промыслового воздействия на популяции.

## Награды
- Заслуженный ветеран СО РАН
- Почётный работник высшего профессионального образования Российской Федерации
- Почётный нагрудный знак «Серебряная сигма»
- Почётный нагрудный знак «За охрану природы России»
- Почётные грамоты АН и СО АН СССР
- Благодарственные письма Губернатора Красноярского края

## Семья
- Вторая жена — Надежда Наумовна Балагура, научный сотрудник Института леса и древесины СО АН СССР.
  - Дочь — Анна Генриховна Соколова, врач акушер-гинеколог Новопокровской центральной районной больницы Краснодарского края[11][12]. В 2000 году окончила лечебный факультет Красноярской государственной медицинской академии по специальности «лечебное дело»[11]. В 2002 году ординатуру НИИ акушерства, гинекологии и репродуктологии имени Д. О. Отта по специальности «акушерство и гинекология».
- Третья жена — Марина Михайловна Сенотрусова, специалист по экологии мелких грызунов. В 2001 году окончила биологический факультет Красноярского государственного университета, получив бакалавра экологии и природопользования (тема дипломной работы «Мышевидные грызуны Ширинской степной зоны»), а в 2002 году там же специалитет по специальности «экология» (тема дипломной работы «Мышевидные и насекомоядные Ширинских степей»)[13]. В 2009 году в Институте систематики и экологии животных СО РАН под научным руководством доктора биологических наук Ю. Н. Литвинова защитила диссертацию на соискание учёной степени кандидата биологических наук по теме «Мелкие млекопитающие лесополос степных ландшафтов Хакасии» (специальность 03.00.08 — зоология); официальные оппоненты — доктор биологических наук В. Ф. Лямкин и кандидат биологических наук В. С. Жуков; ведущая организация — Институт экологии растений и животных УрО РАН[14]. Доцент кафедры охотничьего ресурсоведения и заповедного дела Института экономики, управления и природопользования Сибирского федерального университета[13].
- Дочь — Виктория Генриховна Соколова

## Научные труды

### Монографии
- Соколов Г. А. Охотничье хозяйство в кедровых лесах / АН СССР. Сиб. отд-ние. Ин-т леса и древесины. — М. : Наука, 1966. — 108 с.
- Соколов Г. А. Млекопитающие кедровых лесов Сибири / Отв. ред. В. Н. Большаков, Е. С. Петренко. — Новосибирск: Наука. Сиб. отд-ние, 1979. — 256 с.
- Соколов Г. А. Европейская рыжая полевка: Монография / А. А. Аристов, Н. В. Башенина, Г. А. Соколов и др. – М., 1981. – 351 с.
- Семечкин И. В. Кедровые леса Сибири: Монография / И. В. Семечкин, Н. П. Поликарпов, Г. А. Соколов и др.; отв.ред. В. А. Соколов. – Новосибирск: Издательство Сибирского отделения Российской академии наук, 1985. – 256 с. ISBN 5-7692-0505-9
- Савченко А. П., Соколов Г. А., Емельянов В. И., Байкалов А. Н. Редкие и малочисленные животные Каратузского района. — Красноярск: Красноярский государственный университет, 2001. — 237 с. ISBN 5-7638-0334-6
- Савченко А. П. Ресурсы охотничьих зверей Красноярского края (анализ состояния основных видов) / А. П. Савченко, М. Н. Смирнов, А. Н. Зырянов, Г. А. Соколов и др. – Красноярск: Красноярский государственный университет, 2002. – 162 с. ISBN 5-7638-0375-2
- Сыроечковский Е. Е. Красная книга Красноярского края, 2-е изд., перераб. и доп. / Е. Е. Сыроечковский, Э. В. Рогачева, А. П. Савченко, Г. А. Соколов и др. / Отв. ред. А. П. Савченко. – Красноярск: Красноярский государственный университет, 2004. — 254 с.
- Савченко А. П., Смирнов М. Н., Зырянов А. Н., Соколов Г. А., Беляков А. В., Мальцев Н. И., Суворов А. П., Пономаренко С. Л., Минаков И. А., Никитенко Б. В., Емельянов В. И., Янгулова А. В. Охотничьи звери Красноярского края и их рациональное использование (2003-2004 гг.). — Красноярск: Красноярский государственный университет, 2004. — 170 с. ISBN 5-7638-0552-6
- Соколов Г. А., Сенотрусова М. М. Хищные млекопитающие Красноярского края: ресурсы, охрана, использование: Монография / гл. ред. А. В. Шкляев. – Красноярск, 2008. – 88 с.

### Учебные пособия
- Савченко А. П., Соколов Г. А., Смирнов М. Н., Лаптенок В. В., Бриллиантов А. В. Антропогенные потери ресурсов и их оценка. — Красноярск: Красноярский государственный университет, 1996. — 59 с. ISBN 5-7638-0017-6
- Соколов Г. А. Охрана и рациональное использование природных ресурсов: Учебное пособие. — Красноярск: Красноярский государственный университет, 2000. — 95 с. ISBN 5-7638-0256-X

### Статьи
на русском языке
- Соколов Г. А., Якушкин Г. Край больших перспектив // Охота и охотничье хозяйство. — 1960. — № 1. — С. 3.
- Соколов Г. А., Сыроечковский Е. Е., Штильмарк Ф. Р. Некоторые изменения фауны Сибири в зависимости от характера использования охотничьих угодий и вопросы освоения промысловых ресурсов // Зоологический журнал. — Т. ХI. — Вып. 10. – 1962. — С. 1459–1468.
- Соколов Г. А. Создать заповедник на берегу Енисейского моря // Природа. — 1967. — № 10.
- Соколов Г. А. Значение охотничьей фауны как составной части продуктивности лесов // Труды Кубанского государственного аграрного университета. — 1969. — Т. 1970. — С. 760.
- Соколов Г. А., Смирнов М. Н., Сопин Л. В. Восстановить утраченное // Охота и охотничье хозяйство. — 1977. — № 10. — С. 4.
- Соколов Г. А., Балагура Н. Н., Максимушкин В. Г. Питание рябчика и бородатой куропатки в Западном Саяне // Орнитология. — 1979. — № 13. — С. 221.
- Емельянова Н. Д., Бояркин И. В., Соколов Г. А., Шерина Л. П. Ixodes stromi в Восточной Сибири Вторая конференция молодых учёных. Тезисы докладов. — 1984. — С. 71.
- Емельянова Н. Д., Бояркин И. В., Соколов Г. А., Голоцевич Н. Ф., Вершинина Т. А. К изучению иксодовских клещей Восточной Сибири // Наземные членистоногие Сибири и Дальнего Востока. Сборник. — Иркутск, 1985. — С. 134-137.
- Соколов Г. А. Проблемы соболиного промысла // Охота и охотничье хозяйство. — 1988. — № 9. — С. 16.
- Соколов Г. А., Кельберг Г. В., Бриллиантов А. В. Не запрещать, а учиться хозяйствовать // Охота и охотничье хозяйство. — 1989. — № 2. — С. 1.
- Смирнов М. Н., Соколов Г. А., Зырянов А. Н. Распространение и состояние численности снежного барса на Юге Сибири // Бюллетень Московского общества испытателей природы. Отдел биологический. — 1991. — Т. 96. — № 1. — С. 27.
- Соколов Г. А. Принципы выделения экологических группировок в популяциях соболя // Актуальные проблемы биологии. — Красноярск: Красноярский государственный университет, 1994. — С. 101.
- Савченко А. П., Соколов Г. А., Смирнов М. Н., Емельянов В. И., Лаптенок В. В., Бриллиантов А. В.  Формирование сети особо охраняемых природных территорий в Красноярском крае // Экологическое состояние и природоохранные проблемы Красноярского края. Материалы подготовительной конференции ко всероссийскому съезду по охране природе. — Красноярск: Сибирский издательский дом АО "РИО-Пресс", 1995. — С. 112-115.
- Соколов Г. А. Краниометрическая характеристика сибирского подвида косули приенисейской Сибири // Фауна и экология наземных позвоночных Сибири. – Красноярск, 1997. — С. 263–274.
- Савченко А. П., Соколов Г. А., Баранов А. А., Емельянов В. И. Красная книга — нормативно-правовая база сохранения биологического разнообразия и поддержания ресурсного потенциала края // Достижения науки и техники — развитию сибирских регионов. — Красноярск: Красноярский государственный технический университет, 1999. — С. 112-113
- Соколов Г. А. Морфометрические параметры красной полёвки (Clethrionomys rutilus Pall.) Западного Саяна, юго-востока Западно-Сибирской равнины и приангарской части // Животное население и растительность бореальных лесов и лесостепей Средней Сибири. Межвузовский сборник научных трудов. — Красноярск: Красноярский государственный педагогический университет имени В. П. Астафьева, 2000. — С. 205-210.
- Соколов Г. А., Черкашин В. П., Михайлова И. А. Половая и возрастная внутрипопуляционная трофическая дифференциация трофических связей у соболя саянского подвида // Животное население и растительность бореальных лесов и лесостепей Средней Сибири. Межвузовский сборник научных трудов. Красноярск: Красноярский государственный педагогический университет имени В. П. Астафьева, 2000. — С. 210-226.
- Соколов Г. А. Состояние численности редких и исчезающих крупных млекопитающих юга Сибири проблема сохранения биологического разнообразия // Сохранение биологического разнообразия Приенисейской Сибири. Материалы Первой межрегиональной научно-практической конференции по сохранению биологического разнообразия Приенисейской Сибири. — Красноярск: Красноярский государственный университет, 2000. — С. 23-26.
- Соколов Г. А. Проблема рационального использования соболя в таежных лесах Енисейского региона // Рациональное использование ресурсов соболя в России. — Красноярск, 2001. — С. 71-81.
- Соколов Г. А. Экологические основы управления популяциями соболя // Рациональное использование ресурсов соболя в России. — Красноярск, 2001. — С. 82–88.
- Соколов Г. А. Эколого-популяционные основы управления численностью соболя // Териологические исследования. — 2002. — № 1. — С. 98
- Сенотрусова М. М., Соколов Г. А. Фауна мышевидных в искусственных Ширинской степи Хакасии // Вопросы экологии и природопользования в аграрном секторе. Материалы всероссийской научно-практической конференции. / Министерство сельского хозяйства РФ, Российская академия сельскохозяйственных наук, Удмуртский институт переподготовки кадров и агробизнеса,  Всероссийский научно-исследовательский институт охотничьего хозяйства и звероводства имени профессора Б. М. Житкова; Гл. ред. В. В. Туганаев. — Ижевск: АНК, 2003. — С. 88-93. ISBN 5-9631-0001-1
- Сенотрусова М. М., Лобанов А. И., Соколов Г. А. Особенности формирования фауны мелких млекопитающих в лесоаграрном ландшафте Ширинской степи // Ботанические исследования в Сибири. / Российское ботаническое общество РАН Красноярское отделение; Сибирский государственный технологический университет. — Красноярск: Красноярское отделение Российского ботанического общества РАН, 2003. — С. 110-114.
- Соколов Г. А. Демографические параметры популяций соболя как основа управления численностью // Вестник Красноярского государственного университета. Естественные науки. — 2003. — № 5. — С. 40-50.
- Сенотрусова М. М., Соколов Г. А. Сообщества мелких млекопитающих (Micromammalia) лесополос и Ширинских степей // Научные труды заповедника "Хакасский". Министерство природных ресурсов Российской Федерации; Государственный природный заповедник "Хакасский". — Абакан: Стержень, 2004. — С. 154-172.
- Соколов Г. А., Черкасова Е. В. Стратегия образования оопт в Приенисейских Саянах, с целью сохранения редких видов млекопитающих // Объединение субъектов Российской Федерации и проблемы природопользования в Приенисейской Сибири: межрегиональная научно-практическая конференция. – Красноярск: Красноярский государственный университет, 2005. — С. 219-221.
- Соколов Г. А., Суворов А. П., Маняпов Д. Г. Национальный парк в окрестностях г. Красноярска // Объединение субъектов Российской Федерации и проблемы природопользования в Приенисейской Сибири: межрегиональная научно-практическая конференция. – Красноярск: Красноярский государственный университет, 2005. — С. 221-222.
- Соколов Г. А. Пути рационального использования ресурсов соболя (Martes zibellina Linnaeus, 1758) в енисейской тайге  // Объединение субъектов Российской Федерации и проблемы природопользования в Приенисейской Сибири: межрегиональная научно-практическая конференция. – Красноярск: Красноярский государственный университет, 2005. — С. 232-234.
- Сенотрусова М. М., Соколов Г. А. Сообщества мелких млекопитающих (Micrommamalia) лесополос и Ширинских степей // Научные труды заповедника "Хакасский". – Абакан, 2005. — Вып. 3. – С. 154 – 173.
- Сенотрусова М. М., Соколов Г. А. Сообщества мелких млекопитающих степных экосистем и лесополос в Южной Хакасии // Биоразнообразие и роль зооценоза в естественных и антропогенных экосистемах. Материалы III Международной научной конференции. — Днепропетровск: Днепропетровский национальный университет имени Олеся Гончара, 2005. — С. 497-499.
- Соколов Г. А., Савченко А. П., Суворов А. П. О современном статусе заповедника Столбы // Труды заповедника "Тигирекский". — 2005. — № 1. — С. 110-113.
- Соколов Г. А. Принципы образования особо охраняемых природных территорий с целью сохранения биоразнообразия млекопитающих Алтае-Саянского экорегиона // Труды заповедника "Тигирекский". — 2005. — № 1. — С. 113-115.
- Суворов А. П., Соколов Г. А. К истории заповедника Столбы // Труды заповедника "Тигирекский". — 2005. — № 1. — С. 118-120.
- Соколов Г. А., Савченко А. П., Колпащиков Л. А. Охотничий промысел в Сибири на современном этапе экономического развития и перспективы экологически обоснованного охотничьего ресурсопользования // Социально-экологические проблемы природопользования в центральной Сибири: тезисы и материалы докладов Всероссийской научно-практической конференции с международным участием, 27-29 ноября 2006 г. – Красноярск: Красноярский государственный университет, 2006. — С. 129-134.
- Соколов Г. А. Экологическая и экономическая обусловленность охотничьего ресурсопользования млекопитающими с Сибири (на примере соболя и копытных) // Социально-экологические проблемы природопользования в центральной Сибири: тезисы и материалы докладов Всероссийской научно-практической конференции с международным участием, 27-29 ноября 2006 г. – Красноярск: Красноярский государственный университет, 2006. — С. 212–215
- Соколов Г. А. Экологические основы концепции расширения сети заповедных территорий в приенисейской Сибири // Социально-экологические проблемы природопользования в центральной Сибири: тезисы и материалы докладов Всероссийской научно-практической конференции с международным участием, 27-29 ноября 2006 г. – Красноярск: Красноярский государственный университет, 2006. — С. 215–218
- Соколов Г. А. Влияние факторов среды и внутрипопуляционных механизмов факторов среды и внутрипопуляционных механизмов на репродуктивный потенциал популяций соболя // Популяционная экология животных. Материалы Международной конференции "Проблемы популяционной экологии животных", посвящённой памяти академика И. А. Шилова. — Томск: Томский государственный университет, 2006. — С. 403-404.
- Соколов Г. А. Состояние численности соболя в России, концепция рационального ресурсопользования   // Териофауна России и сопредельных территорий: материалы Международного совещания. — М.: Товарищество научных издательств КМК, 2007. — С. 467.
- Соколов Г. А. Соболь: пути рационального использования // Охота и охотничье хозяйство. — № 10. — 2007. — С. 4–5.
- Соколов Г. А., Савченко А. П., Колпащиков Л. А. Охотничий промысел в Сибири на современном этапе экономического развития и перспективы экологически обоснованного охотничьего ресурсопользования // Социально-экологические проблемы природопользования в Центральной Сибири. — Красноярск: Сибирский федеральный университет, 2008. — С. 111-117.
- Соколов Г. А. Экологические основы сохранения биоразнообразия популяций соболя // Сохранение разнообразия животных и охотничье хозяйство России. материалы 3-й Международной научно-практической конференции. — М.: Российский государственный аграрный университет - МСХА имени К. А. Тимирязева, 2009. — С. 466-469.
- Соколов Г. А., Сенотрусова М. М. Пути восстановления исчезнувших и исчезающих млекопитающих на юге Сибири // Экология и жизнь. XIX Международная научно-практическая конференция: сборник статей. Международная академия наук экологии и безопасности жизнедеятельности и др.; Под редакцией В. В. Арбузова. — Пенза: Приволжский дом знаний, 2010. — С. 186-188.
- Соколов Г. А., Сенотрусова М. М. Теоретические основы восстановления природных сообществ крупных млекопитающих в экосистемах Алтае-Саянского экорегиона // Труды Тигирекского заповедника. — 2010. — № 3. — С. 281-286.
- Соколов Г. А. Эколого-популяционные основы интенсивного ведения хозяйства на соболя (Martes zibellina L.) // Териофауна России и сопредельных территорий. материалы Международного совещания (IX Съезд териологического общества при РАН). — М.: Товарищество научных издательств КМК, 2011. — С. 450.
- Соколов Г. А., Александрова Т. А. Антропогенное воздействие на среду обитания дикихкопытных в охранной зоне заповедника „Столбы“ // Териофауна России и сопредельных территорий. материалы Международного совещания (IX Съезд териологического общества при РАН). — М.: Товарищество научных издательств КМК, 2011. — С. 451.
- Соколов Г. А., Сенотрусова М. М. Млекопитающие экосистем бассейна Енисея // Актуальные проблемы современной териологии. Тезисы докладов. — Красноярск: Сибрегион Инфо, 2012. — С. 30.
- Соколов Г. А., Калинина Т. Л. Размножение ондатры (Ondatra zibethicus Linnaeus, 1766) в Хакасии // Вестник КрасГАУ. — 2012. — № 9 (72). — С. 82-85.
- Емельянов В. И., Савченко А. П., Соколов Г. А., Темерова В. Л., Шуклин М. В., Емельянов П. В.  Важнейшие места концентраций гусей и оценка их современного состояния на юге Центральной Сибири //  Фундаментальные и прикладные исследования и образовательные традиции в зоологии. материалы Международной научной конференции посвященный 135-летию Томского государственного университета, 125-летию кафедры зоологии позвоночных и экологии и Зоологического музея и 20-летию научно-исследовательской лаборатории биоиндикации и экологического мониторинга ТГУ. — Томск: Томский государственный университет, 2013. — С. 44.
- Сенотрусова М. М., Соколов Г. А. Некоторые аспекты экологии мыши полевой (Apodemus agrarius Pallas, 1778) в Хакасии // Актуальные направления фундаментальных и прикладных исследований. материалы II Международной научно-практической конференции. — М.: Create Space, 2013. — С. 10-12.

на других языках
- Sokolov G. A., Cherkashin V. P. Reproductive group structure of sable population // ХVII Congress of International union of game biologists. — Krakow, Poland, 1987. – P. 189.
- Sokolov G. A., Kiselev V. V., Cherkashin V. P. Impact of interaspecific competition on the sable reproductive rate // 2nd International Martes symposium "Integrating Martes in forest management. — Edmonton, Canada, 1995. — P. 58.

## Публицистика
- По форме — да, по сути —  нет : [о проекте организации национального парка на территории, сопредельной заповеднику "Столбы" (Красноярск)] / Г. А. Соколов, М. Н. Смирнов, А. П. Савченко и др..  // Наш край. — 2005. — Август, № 33. — С. 4

## Интервью
- О соболях, охоте и шапке Мономаха : [интервью с профессором кафедры охотничьего ресурсоведения и заповедного дела Красноярского государственного университета Генрихом Анатольевичем Соколовым]. // Вечерний Красноярск. — 2005. — 21 сентября, № 54. —  С. 33